# Образовне институције у Новом Саду
Нови Сад је универзитетски град са државним универзитетом, као и многобројним приватним факултетима и високим школама. Поред институција високог образовања, на територији Новог Сада се налазе и 52 државне основне и средње школе: 37 основних и 16 средњих школа (12 стручних и 4 гимназије).

## Основне школе[1]
- ОШ Бранко Радичевић, Нови Сад, Футошка 5
- ОШ Васа Стајић'',  Нови Сад, В. Книћанина 12б
- ОШ Вук Караџић,  Нови Сад, Радоја Домановића 24
- ОШ Доситеј Обрадовић,  Нови Сад, Филипа Филиповића 3
- ОШ Ђорђе Натошевић,  Нови Сад, Максима Горког 54
- ОШ Ђура Даничић, Нови Сад, Душана Васиљева 19
- ОШ  Душан Радовић,  Нови Сад, Ченејска 61
- ОШ Жарко Зрењанин, Нови Сад, Булевар Деспота Стефана 8
- ОШ Иван Гундулић, Нови Сад, Гундулићева 9
- ОШ Иво Лола Рибар,  Нови Сад, Краљевића Марка 2а
- ОШ Јован Поповић,  Нови Сад, Раваничка 2
- *ОШ Јожеф Атила,  Нови Сад, Шарпланинска бб
- ОШ Коста Трифковић, Нови Сад, Берислава Берића 2
- ОШ  Милош Црњански,  Нови Сад, Анђе Ранковић 2
- ОШ  Никола Тесла,  Нови Сад, Футошки пут 25а
- ОШ  Петефи Шандор,  Нови Сад, Боре Продановића 15а
- ОШ Светозар Марковић-Тоза, Нови Сад, Јанка Чмелика 89
- ОШ  Прва војвођанска бригада, Нови Сад, Сељачких буна бб
- ОШ  Соња Маринковић,  Нови Сад, Пушкинова 28
- ОШ Јован Дучић,  Петроварадин, Прерадовићева 6
- ОШ Јован Јовановић Змај, Сремска Каменица, Школска 3
- ОШ Вељко Влаховић,  Шангај, Улица 8 бр. 2
- ОШ Ђура Јакшић,  Каћ, Краља Петра I бр 9
- ОШ Иво Андрић,  Будисава, Школска 3
- ОШ Лаза Костић, Ковиљ, Лазе Костића 42
- ОШ  Мирослав Антић, Футог, Рада Кончара 2
- ОШ Десанка Максимовић, Футог, Царице Милице 1
- ОШ Михајло Пупин, Ветерник, Краља Александра 38
- ОШ Марија Трандафил, Ветерник, Паунова 14
- ОШ Алекса Шантић, Степановићево, Војводе Путника 6
- ОШ Вељко Петровић, Бегеч, Краља Петра I 36
- ОШ  22. август, Буковац, Трг жртава геноцида 1
- ОШ  Људовит Штур, Кисач, Железничка 3
- ОШ Свети Сава, Руменка, Ј. Јовановића Змаја 24
- ШОСО Милан Петровић, Нови Сад, Браће Рибникара 32
- ШООО Свети Сава, Нови Сад, Огњена Прице 7
- ОМШ  Јосип Славенски'', Нови Сад, Радничка 19a

## Средње школе[2]

### Гимназије
- Гимназија „Лаза Костић”, Нови Сад
- Гимназија „Јован Јовановић Змај”, Нови Сад
- Гимназија „Светозар Марковић”, Нови Сад
- Гимназија „Исидора Секулић”, Нови Сад

### Средње стручне школе
- Средња школа „Светозар Милетић”, Нови Сад
- Медицинска школа „7. април”, Нови Сад
- Средња машинска школа, Нови Сад
- Електротехничка школа „Михајло Пупин”, Нови Сад
- Техничка школа „Павле Савић”, Нови Сад
- Техничка школа „Милева Марић Ајнштајн”, Нови Сад
- Саобраћајна школа „Пинки”, Нови Сад
- Пољопривредна школа са домом ученика, Футог
- Музичка школа „Исидор Бајић”, Нови Сад
- Музичка школа „Јосип Славенски”, Нови Сад
- Балетска школа, Нови Сад
- Школа за дизајн „Богдан Шупут”, Нови Сад

приватне
- Гимназија „Смарт” Нови Сад
- Е-Гимназија Нови Сад
- Средња школа „Свети Никола” Нови Сад
- Медицинска школа „Хипократ” Нови Сад
- Елитна приватна економска школа и гимназија (Нови Сад)
- Средња пословна менаџерска школа Нови Сад
- Средња информатичка школа Нови Сад
- Медицинска школа „Доситеј Обрадовић” Нови Сад

## Високошколске установе[3]

### Високе школе струковних студија
- Висока пословна школа струковних студија, Нови Сад
- Висока техничка школа струковних студија, Нови Сад
- Висока школа струковних студија за образовање васпитача, Нови Сад

### Универзитети и факултети
Листа факултета и универзитета који имају седиште у Новом Саду:
- Универзитет у Новом Саду
  - Филозофски факултет
  - Пољопривредни факултет
  - Технолошки факултет
  - Правни факултет
  - Факултет техничких наука
  - Природно-математички факултет
  - Факултет спорта и физичког васпитања
  - Медицински факултет
  - Академија уметности

приватни
- Универзитет Едуконс 
  - Факултет за услужни бизнис - ФАБУС
  - Факултет пословне економије
  - Факултет за примењену безбедност
  - Факултет заштите животне средине
  - Академија класичног сликарства
  - Факултет за спорт и туризам - ТИМС
- Универзитет Привредна Академија 
  - Правни факултет за привреду и правосуђе
  - Факултет за економију и инжењерски менаџмент - ФИМЕК
- Факултет за менаџмент - Ф@М (Универзитет Алфа)
- Факултет за предузетни менаџмент (Универзитет Алфа)
- Факултет за образовање дипломираних правника и дипломираних економиста за руководеће кадрове (Универзитет Алфа)
- Факултет за европске правно-политичке студије - ФЕППС (Универзитет Сингидунум)
- Факултет за правне и пословне студије, др Лазар Вркатић